# Пол Челімо
Пол Челімо (англ. Paul Kipkemoi Chelimo, нар. 27 жовтня 1990) — американський, раніше кенійський, легкоатлет, що спеціалізується на бігу на довгі дистанції, срібний призер Олімпійських ігор 2016 року.

## Виступи на Олімпіадах
| Олімпіада           | Дисципліна  | Місце |
| ------------------- | ----------- | ----- |
| Ріо-де-Жанейро 2016 | 5000 метрів | 2     |
| Токіо 2020          | 5000 метрів | 3     |

## Зовнішні посилання
- Пол Челімо Профіль у IAAF (англ.)
- Пол Челімо — олімпійська статистика на сайті Sports-Reference.com (англ.) (архівна версія)